# Christopher Pissarides
Christopher Antoniou Pissarides, né le 20 février 1948 à Nicosie, est un économiste britannico-chypriote. Il est professeur à la London School of Economics.
Il reçoit le Prix de la Banque de Suède en 2010, étant co-lauréat avec Dale Mortensen et Peter Diamond pour leur analyse des marchés avec désaccords de recherche.

## Biographie

### Études
Né à Chypre, Pissarides part étudier en Angleterre. Il reçoit de l'Université de l'Essex sa licence (bachelor degree) en 1970 puis sa maîtrise (master degree) en 1971. Il poursuit sa formation à la London School of Economics (LSE) et y obtient son doctorat (PhD) d'économie en 1973.

### Carrière
Après avoir travaillé à la Banque Centrale de Chypre et à l'Université de Southampton, Pissarides rejoint le corps professoral de la LSE en 1976. Il y est successivement Lecturer (1976-1982), Reader (1982-1986) puis Professor à partir de 1986.
Il est professeur invité à Harvard (1980), Princeton (1984), l'Institut universitaire européen (1989), Berkeley (1990), UCLA (1996), Yale (2000), HKUST (2009) et l'université de Chypre (2010).
Il est notamment célèbre pour avoir introduit la notion de salaire de réserve, salaire en dessous duquel un chômeur décidera de ne pas accepter une offre d'emploi.
Dans une tribune publiée dans Le Monde en avril 2017, il fait partie des 25 lauréats du « prix Nobel » d'économie dénonçant le programme anti-européen de Marine Le Pen pour les élections présidentielles françaises de 2017.

## Distinctions

### Prix
- 2005 : Prix IZA de l'économie du travail, avec Dale Mortensen
- 2010 : Prix de la Banque de Suède en sciences économiques en mémoire d'Alfred Nobel, avec Peter Diamond et Dale Mortensen

### Sociétés savantes
- Membre de la Société d'économétrie, 1997
- Membre de la British Academy, 2002
- Membre de l'European Economic Association, 2005
- Membre d'honneur étranger de l'American Economic Association, 2011
- Membre de l'Académie d'Athènes, 5 novembre 2015[4].

### Honneurs
Il est fait chevalier en 2013, pour services rendus à l'économie'.
Il a obtenu plusieurs titres de docteur honoris causa :
- Université de Chypre ( Chypre, 2009)
- Université d'économie d'Athènes ( Grèce, 8 avril 2011)[6]
- Université du Québec à Montréal ( Canada, 12 avril 2011)[7]
- Université de l'Essex ( Royaume-Uni, 2012)[8]
- Université nationale principale de San Marcos ( Pérou, novembre 2015)[9]